# Greffe de pancréas

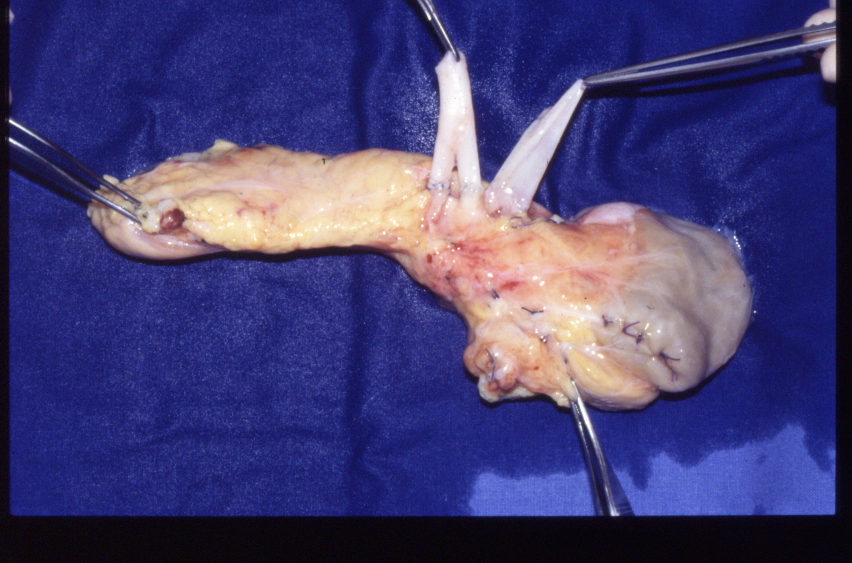
Préparation ex situ du greffon de pancréas avec reconstruction des artères et extension de la veine porte.

Une greffe de pancréas est une greffe d'organe, qui consiste à implanter un pancréas sain (apte à produire de l'insuline) sur une personne atteinte de diabète. Comme le pancréas est un organe vital qui remplit les fonctions nécessaires au processus de digestion, le pancréas natif du receveur est laissé en place et le pancréas greffé est implanté à un autre endroit. En cas de rejet du nouveau pancréas, qui provoquerait rapidement un diabète mettant la vie en danger, il y aurait de grandes chances que le receveur ne survive pas bien longtemps si le pancréas naturel, aussi dysfonctionnel soit-il, n'avait pas été laissé en place. Le pancréas en bonne santé provient d'un donneur qui vient de mourir ou il peut s'agir d'un pancréas partiel provenant d'un donneur vivant. À l'heure actuelle, les greffes de pancréas sont habituellement effectuées chez des personnes atteintes de diabète insulinodépendant, qui peuvent développer de graves complications. Les patients atteints de la forme la plus courante et la plus mortelle de cancer du pancréas (les adénomes pancréatiques, qui sont habituellement malins, avec un pronostic défavorable et un risque élevé de métastases, contrairement aux tumeurs neuroendocrines pancréatiques ou aux insulinomes pancréatiques plus traitables) ne sont habituellement pas admissibles aux transplantations pancréatiques de valeur, car la maladie, dont le taux de mortalité est habituellement très élevé, est généralement maligne et diagnostiquée trop tard pour être traitée, et peut selon toute probabilité revenir. Une meilleure méthode chirurgicale peut être choisie pour minimiser les complications chirurgicales du drainage entérique ou vésical. Les progrès de l'immunosuppression ont amélioré la qualité de vie après la transplantation.

## Utilisations médicales
Dans la plupart des cas, la transplantation de pancréas est effectuée sur les patients atteints de diabète de type 1 en phase terminale de maladie rénale, au diabète instable ou aux hypoglycémies ignorées.  Cependant, certains diabétiques de type 2 peuvent également bénéficier d'une greffe de pancréas. Les indications pour un diabétique de type 2 sont un IMC < 30 kg/m2 et de faibles besoins d'insuline (< 1 U/kg/jour). La majorité des greffes de pancréas (> 90 %) correspondent à une transplantation simultanée rein-pancréas.
Actuellement, la transplantation de pancréas s'avère être le traitement le plus efficace pour le diabète. De ce fait, elle a amélioré la qualité de vie de patients diabétiques urémiques.

## Les complications
Des complications surviennent immédiatement après l'opération comme la thrombose, la pancréatite, l'infection, l'hémorragie et le rejet. Le rejet peut se produire immédiatement ou à tout moment au cours de la vie du patient. Comme la transplantation de pancréas vient d'un autre organisme, le système immunitaire du receveur le considère comme une agression et essaye de le combattre. Le rejet d'organe est un trouble grave et doit être traité immédiatement. Afin d'éviter cela, les patients doivent suivre un régime de médicaments immunosuppresseurs. Les médicaments se présentent sous forme de mélange composé normalement de ciclosporine, d'azathioprine et de corticostéroïdes. Mais comme les épisodes de rejet peuvent se reproduire tout au long de la vie d'un patient, les choix et dosages exacts d'immunosuppresseurs peuvent être modifiés au fil du temps. Parfois, du tacrolimus est donné au lieu de la ciclosporine et le mycophénolate mofétil à la place de l'azathioprine.
La défaillance technique est l'une des premières complications d'un échec de la greffe dans les trois premiers mois après la transplantation. La thrombose vasculaire représente 50 % des échecs de greffe, la pancréatite 20 %, l'infection 18 %, les fistules environ 6,5 %, et les saignements environ 2,4 %. 

## Typologie
Il existe quatre principaux types de transplantation du pancréas:
- Greffe de pancréas seul, pour le patient avec un diabète de type 1, qui a généralement de graves et fréquentes hyperglycémie, mais dont le rein fonctionne suffisamment. Cette greffe de pancréas a, jusqu'à récemment, montré de bons résultats. C'est la méthode la moins utilisée de transplantation de pancréas ; elle exige que seul le pancréas d'un donneur soit greffé au receveur.
- La greffe simultanée rein-pancréas (TRP), lorsque le pancréas et le rein sont transplantés en même temps et proviennent d'un même donneur décédé. C'est la greffe de pancréas la plus couramment pratiquée. Les indications pour une TRP sont une maladie rénale en phase terminale avec un diabète de type 1 (avec d'autres complications du diabète, comme la neuropathie, la gastroparésie, etc.). C'est le type le plus commun de greffe du pancréas. La principale raison à cela est que les patients sont pour la plupart déjà traités par des immunosuppresseurs et la greffe de rein simultanément réduit le risque de la procédure chirurgicale.
- La greffe de pancréas à la suite d'une greffe de rein, lorsqu'une greffe d'un donneur, cadavérique ou décédé, est effectuée à la suite d'une greffe précédente et différente du rein d'un donneur vivant ou décédé. Cette méthode est généralement recommandée pour les patients diabétiques après la réussite de la greffe de rein. L'inconvénient de cette procédure est que les patients sont tenus de passer par le risque chirurgical deux fois.
- La greffe simultanée de rein et de pancréas d'un donneur vivant a l'avantage d'un taux plus faible de retard d'efficacité de la greffe qu'une TRP et d'une réduction significative du temps d'attente, qui entraîne une amélioration des résultats[4].

## Conservation jusqu'à l'implantation
La procédure standard consiste à remplacer le sang du donneur dans le tissu pancréatique avec un organe glacé stocké dans une solution, tels que du UW (Viaspan) ou du HTK jusqu'à ce que l'allogreffe de tissu pancréatique soit effectuée.

## Pronostic
D'après une publication de 1998, le pronostic après une transplantation du pancréas est très bon. Au cours des années 90, le succès à long terme s'est amélioré et les risques ont diminué. Un an après la transplantation, plus de 95 % des patients sont encore en vie, et 80 % à 85 % des pancréas greffés sont encore fonctionnels. Après la transplantation, les patients ont besoin d'immunosuppression à vie. L'immunosuppression augmente le risque d'un certain nombre de différents types d'infections et de cancers.
En 2014, il est difficile de savoir si les stéroïdes, qui sont souvent utilisés comme immunosuppresseurs, peuvent être remplacé par quelque chose d'autre.
L'analyse multivariée de 361 patients au japon a révélé que la durée du diabète avant l'opération était le seul facteur de risque indépendant. Cela signifie que le taux de survie diminue en fonction de la durée du diabète avant l'opération. Il est donc souhaitable de réaliser la transplantation le plus tôt possible.

## Histoire
La première opération de transplantation pancréatique a été réalisée par R. Lillehei et W. Kelly en 1966.